# Nongstoin
Nongstoin – miasto w północno-wschodnich Indiach, w stanie Meghalaya. Według danych szacunkowych na rok 2011 liczyło 28 762 mieszkańców.